# Паровоз системы Шея

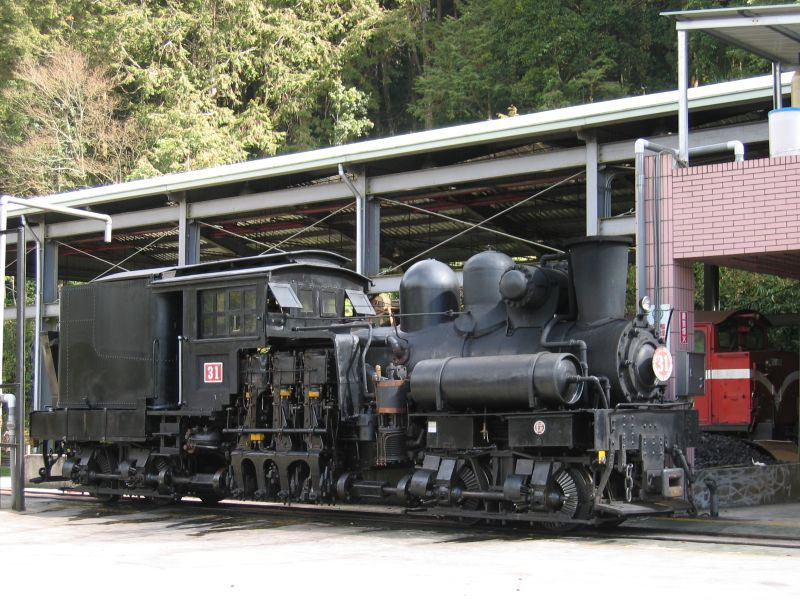
Паровоз системы Шея на Алишаньской лесной железной дороге

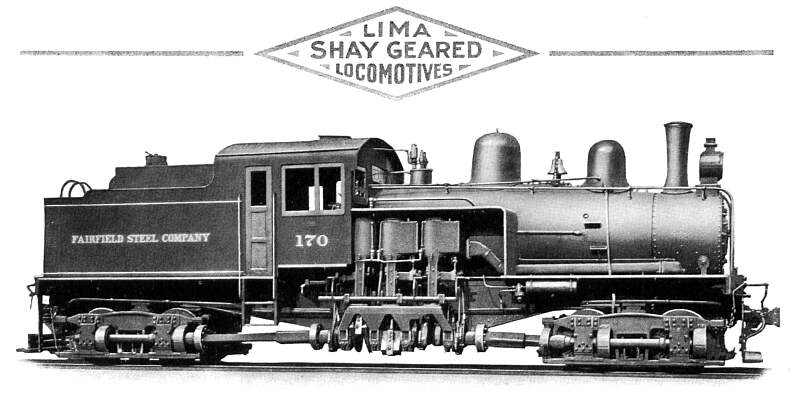
Паровоз системы Шея

Паровоз системы Шея — паровозы, выполненные по схеме запатентованной Эфраимом Шеем. Относятся к редукторным паровозам.
Американец Эфраим Шей был владельцем лесопилки в посёлке Херинг (англ. Haring) штата Мичиган. Для того, чтобы заготавливать лес круглый год, ему пришлось решать проблему бездорожья. Эфраим построил лежнёвую дорогу из дерева. Вагонетки по ней первое время перевозили лошади.
Первый свой паровоз Эфраим Шей построил в 1877 году, а в 1881 году получил патент на его конструкцию.
Эфраим Шей расположил паровую машину так, что её поршни двигались в вертикальной плоскости и передавали вращение на коленчатый вал, тот в свою очередь на карданный вал, а уже карданный вал через угловые редукторы вращал колёсные пары.

## Факты
Паровозы системы Шея используются на Yosemite Mountain Sugar Pine Railroad.